# L'Ercole amante

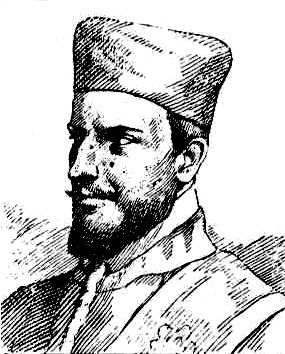
Francesco Cavalli

L'Ercole amante (Den förälskade Herkules) är en opera i prolog och fem akter med musik av Francesco Cavalli och libretto av Francesco Buti.

## Historia
Operan skrevs till bröllopet mellan kung Ludvig XIV av Frankrike och prinsessan Maria Teresia av Spanien 1659. På grund av operans storskalighet hade den premiär först den 7 februari 1662 i Tuilerierna i Paris. Då operan skrevs för en fransk publik skiljer den sig avsevärt från Cavallis andra venetianska operor. Verket antog så stora proportioner att produktionen inkluderade fler deltagare och större scenmaskineri än vad en ordinär teater kunde mäkta med, därav förseningen. Cavallis mest remarkabla insats gäller de stora ensemblerna, vilket var ovanligt i venetiansk opera, vilka spänner mellan magnifik venetiansk polykoral och madrigaler.

## Personer
- Cinzia (sopran)
- Ercole (bas)
- Deianira, Ercoles hustru (sopran)
- Hyllo, Ercoles son (tenor)
- Iole (sopran)
- La bellezza (sopran)
- Giunone (soprankastrat)
- Mercurio (tenor)
- Nettuno (bas)
- Venere (sopran)
- Tevere (bas)
- Eutyro (bas)
- Licco (kontraalt)
- Kung Laomedontes ande (tenor)
- Bussirides ande (kontraalt)
- Drottning Clericaa ande (kontraalt)
- Pasithea (sopran)
- Sonno (mezzosopran)
- Paggio (sopran)

## Handling
Ercole (Ludvig XIV) är den mäktigaste av alla hjältar men ändå en slav under kärleken. Han jagar sin sons fästmö, dödar hennes far, bedrar sin hustru och driver sin son till självmord. Efter att Iole oavsiktligt har förgiftat Ercole med kentaurens frätande gift. Jupiter tar upp honom till Olympen dör han gifter sig med Skönheten (Maria Teresia). Äntligen kan Ercole hänge sig åt plikten och moralen.